# Benim Dünyam
Pour plus de détails, voir Fiche technique et Distribution.
Benim Dünyam (My World) est un film dramatique turc de 2013 réalisé par Uğur Yücel. Il s'agit du remake du film indien de 2005, Black, qui à son tour s'inspire de l'histoire vraie de l'activiste politique et conférencière américaine Helen Keller, à qui on a appris à lire, à écrire et à parler, malgré sa condition de sourde-aveugle.
Le remake en turc sous le titre Benim Dünyam (2013), qui a généré une controverse dans les médias. Le 5 septembre, lorsque TMC Films a publié sa bande-annonce, Bhansali a envoyé des e-mails à la société de production car aucun droit de remake n'avait été acheté, mais ils n'ont fourni aucune réponse.

## Casting
- Beren Saat dans le rôle d'Ela
- Uğur Yücel dans le rôle de Mahir Hoca
- Ayça Bingöl dans le rôle de Handan
- Melis Mutluç
- Turgay Kantürk dans le rôle de Refik